# Litiomarsturita
La litiomarsturita és un mineral de la classe dels silicats. Rep el nom per la seva relació amb la marsturita.

## Característiques
La litiomarsturita és un silicat aprovat com a espècie vàlida per l'Associació Mineralògica Internacional que va ser publicat l'any 1990. La seva fórmula química va ser redefinida l'any 2022 a l'actual: LiCaMn₃Si₅O14(OH). Cristal·litza en el sistema triclínic. La seva duresa a l'escala de Mohs és 6. És l'anàleg amb liti de la marsturita.
Segons la classificació de Nickel-Strunz, la litiomarsturita pertany a «09.DK - Inosilicats amb 5 cadenes senzilles periòdiques» juntament amb els següents minerals: babingtonita, manganbabingtonita, marsturita, nambulita, natronambulita, rodonita, escandiobabingtonita, fowlerita, santaclaraïta, saneroïta, hellandita-(Y), tadzhikita-(Ce), mottanaita-(Ce), ciprianiïta i hellandita-(Ce).

## Formació i jaciments
Va ser descoberta a la Mina Foote Lithium Co., al districte miner de Kings Mountain, situat al comtat de Cleveland (Carolina del Nord, Estats Units). Es tracta de l'únic indret de tot el planeta on ha estat descrita aquesta espècie mineral.